# Pasínek

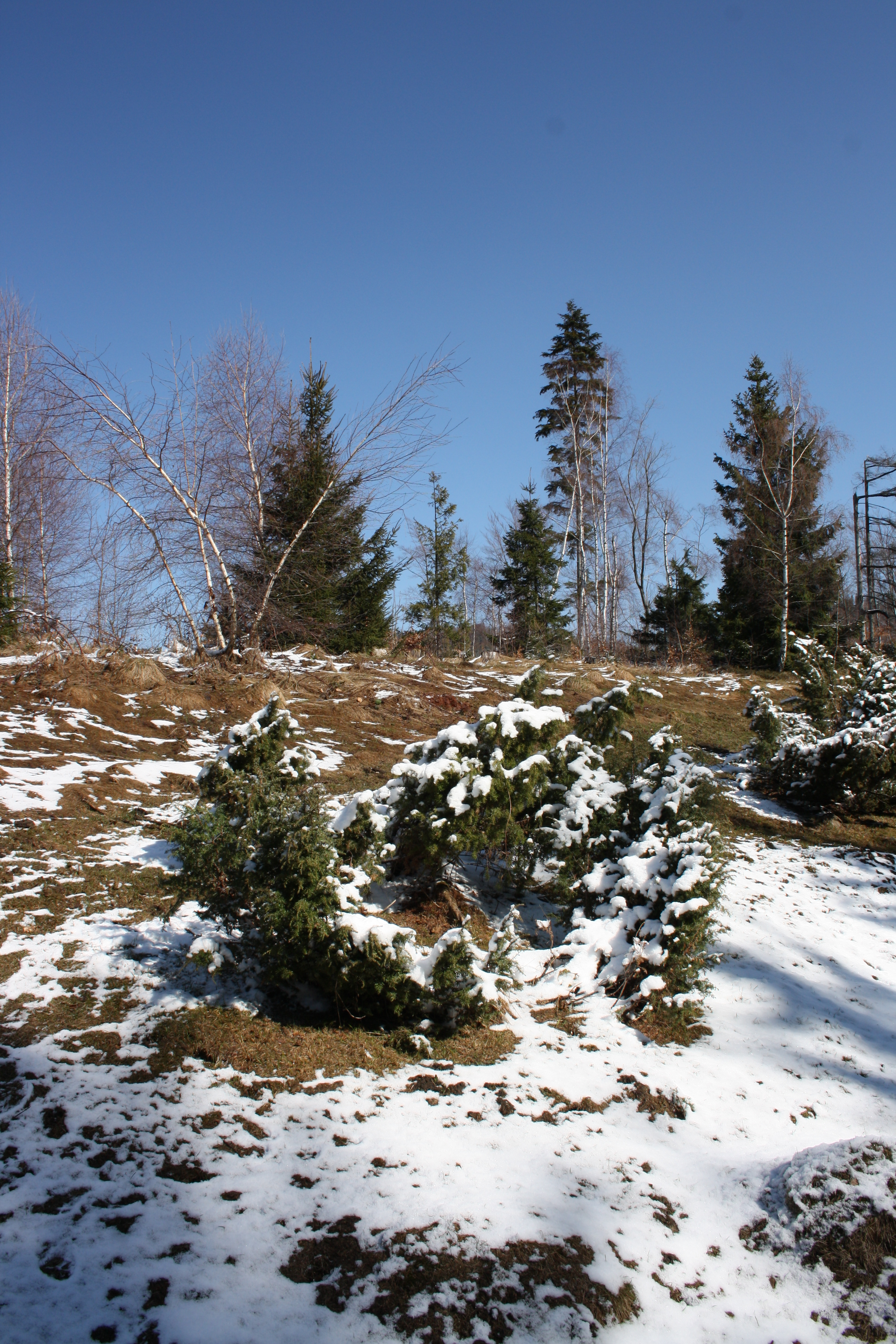
Pasínek pod vrcholem Filipka ve Slezských Beskydech, který je chráněn jako přírodní památka Filipka

Pasínek, též jalovcový pasínek, je území pastvinatého charakteru s převažujícím výskytem jalovce obecného. Pasínky jsou typické pro oblast moravských Karpat, zejména pak pro Beskydy a Valašsko. Původně se jednalo převážně o chudé ovčí pastviny s roztroušenými solitérními keři a stromy, například javory, lípami, keři lísky a růže, ale hlavně jalovci, které ovce nedokázaly vypást a proto se šířily; pouze jednou za čas docházelo k jejich klučení nebo vypalování. V jalovcových pasínkách se obvykle vyskytují i vzácnější druhy rostlin a živočichů, například některé orchideje; některé pasínky byly vyhlášeny za maloplošná chráněná území (např. Uherská či Filipka) a obnovují se pomocí ochranářského managementu.